# Raka vägen
Raka vägen (秦直道; Qínzhídào) var en expressväg som uppfördes i Kina under Qindynastin (221–206 f.Kr.). Raka vägen är den mest kända av den serie expressvägar (驰道) som kejsar Qin Shi Huangdi lät uppföra i alla riktningar ut från huvudstaden Xianyang. Totalt uppförde Qin Shi Huangdi 6 800 km vägar för att förbinda  de erövrade landområdena. Vägarna började uppföras 220 f.Kr.
Raka vägen är 800 alternativt 900 km lång och går från Chunhua (nordväst om Xianyang i Shaanxi) till Jiuyuan (väster om Baotou i Inre Mongoliet) och var färdigställd 212 f.Kr..
Vissa delar av Raka vägen finns fortfarande bevarade. Resterna finns på flera ställen i Shaanxi såsom i Chunhua, Xunyi, Huangling och Ganquan. Historiska texter beskriver att expressvägarna kunde vara upp till 70 meter breda, och träd planterades längs dess kanter. Flera sektioner av de bevarade delarna av Raka vägen är mellan 50 och 60 m breda.